# Mangrai
Mangrai (em tailandês:  มังราย; 1238–1311), também conhecido como Mengrai ( em tailandês:  เม็งราย), foi o 25º rei de Ngoenyang (r. 1261–1292) e o primeiro rei de Lanna (r. 1292–1311). Ele estabeleceu uma nova cidade, Chiang Mai, como a capital do Reino de Lanna (1296–1558). :195

## Primeiros anos

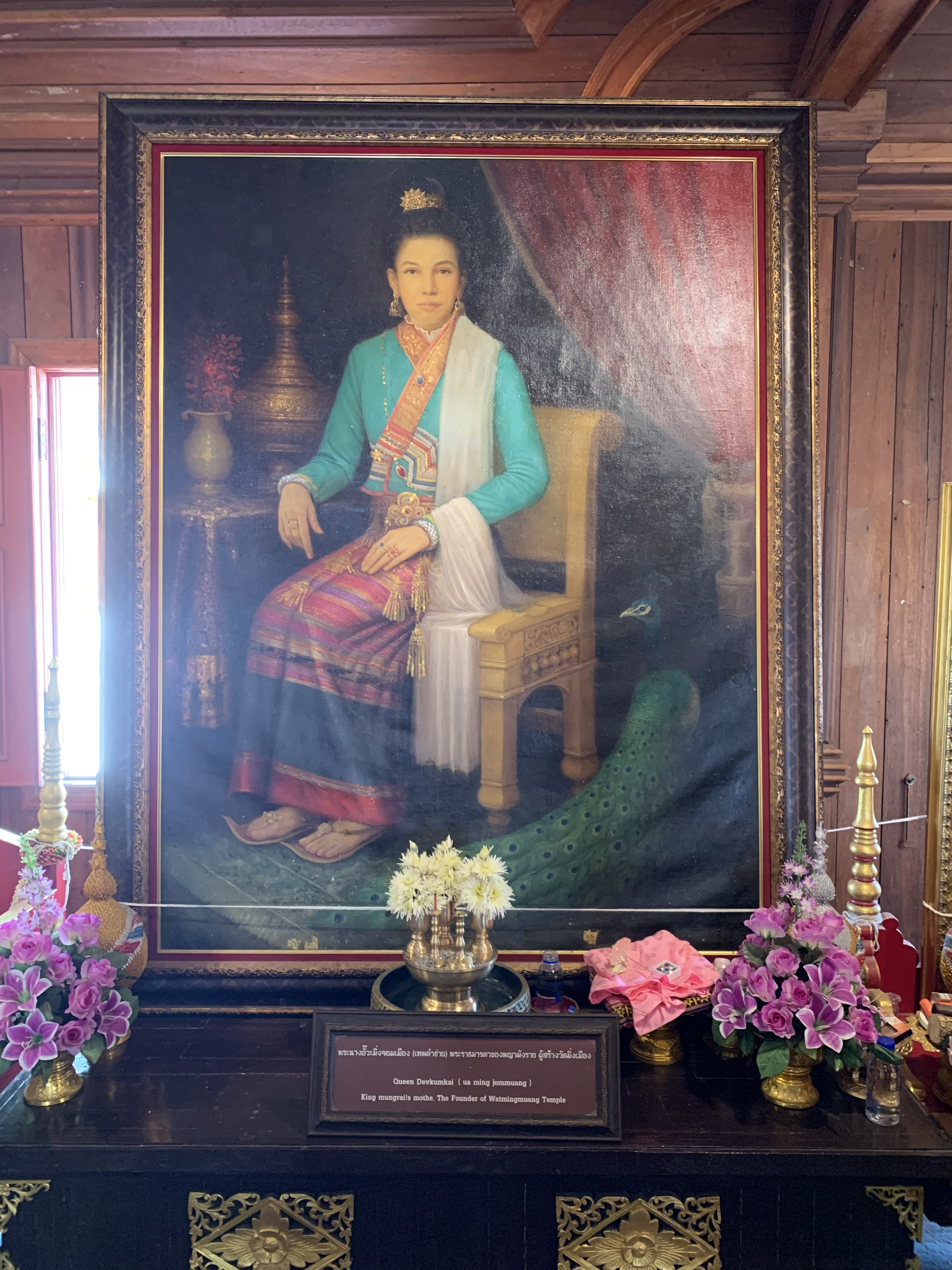
Um retrato de Ua Ming Chom Mueang em Wat Ming Mueang, Chiang Rai

O rei Mangrai nasceu em 23 de outubro de 1238 em Ngoen Yang (atual Chiang Saen ), Tailândia, no rio Mekong, filho do governante local Lao Meng e sua esposa Ua Ming Chom Mueang, uma princesa da cidade Tai Lue de Chiang Rung, que hoje se chama Jinghong, em Sipsongpanna ( Xishuangbanna), China.
Em 1259, Mangrai sucedeu seu pai, tornando-se o primeiro rei independente das cidades unificadas dos povos tai no norte de Lanna e no que hoje é o norte do Laos . Vendo que os estados Tai estavam desunidos e em perigo, Mangrai rapidamente expandiu seu reino conquistando Muang Lai, Chiang Kham e Chiang Khong e iniciando alianças com outros estados.
Em 1262, ele fundou a cidade de Chiang Rai como sua nova capital na bacia do rio Kok, norte da atual Tailândia . Ele também parece ter atuado nessa época na área de Fang, no vale do alto Kok.
Em 1287, Mangrai fez as pazes pela primeira vez entre o rei Ngam Muang de Phayao e o rei Ram Khamhaeng de Sucotai, que havia seduzido a rmulher do primeiro. Os três Reis então firmaram um "Forte pacto de amizade". :195,206
Enquanto ainda vivia na região de Fang, ele foi visitado por mercadores do reino Mon de Haripunchai (Haripunjaya, hoje conhecido como Lamphun). Ouvindo sobre a riqueza daquele reino, ele decidiu conquistá-lo, contrariando as recomendações de seus conselheiros. Como era considerado impossível tomar a cidade à força, Mangrai enviou um comerciante chamado Ai Fa como infiltrado para ganhar a confiança de seu rei Yi Ba. Com o tempo, Ai Fa se tornou o ministro-chefe e conseguiu minar a autoridade do rei.
Em 1291, com o povo descontente, Mangrai derrotou o reino Mon e acrescentou Haripunchai ao seu reino. Yi Ba, o último rei de Hariphunchai, foi forçado a fugir para o sul, para Lampang . :208–209

## Era de Chiang Mai
Após derrotar o reino de Hariphunchai, Mangrai decidiu mudar sua capital e, em 1294, Wiang Kum Kam foi fundada na margem oriental do rio Ping.  O local era atormentado por inundações e um novo local foi escolhido vários quilômetros a noroeste, no sopé de Doi Suthep, no local de uma antiga cidade fortificada do povo Lua . A construção de Chiang Mai (literalmente "Cidade Nova") começou em 1296. e esta tem sido a capital das províncias do norte mais ou menos desde então.
Alguns anos depois, o filho de Yi Ba, o rei Boek de Lampang, atacou Chiang Mai com um grande exército. O rei Mangrai e seu segundo filho, o príncipe Khram, lideraram a defesa contra o exército de Lampang.
O príncipe Khram derrotou o rei Boek em combate pessoal montado nas costas de um elefante em Khua Mung, uma vila perto de Lamphun . O rei Boek fugiu pela cordilheira Doi Khun Tan entre Lamphun e Lampang, mas foi capturado e executado. As tropas do rei Mangrai ocuparam a cidade de Lampang, e o rei Yi Ba foi obrigado a fugir mais para o sul, desta vez para Phitsanulok.

## Morte e sucessão
O filho mais velho do rei Mangrai se cansou de esperar e tentou tomar o trono, mas sua tentativa falhou e ele foi executado. O segundo filho de Mangrai, Khun Kham, foi então nomeado para suceder Mangrai.
O rei Mangrai morreu em 1311 em Chiang Mai. Segundo a tradição, ele foi atingido por um raio durante uma tempestade quando estava no mercado da cidade.
A morte de Mangrai foi seguida por um período de confusão, com seis reis governando nos onze anos seguintes. Isso poderia ter sido desastroso se as potências do norte não tivessem seus próprios problemas. Sucotai, ao sul, também estava enfraquecido.
Somente com a ascensão do neto de Mangrai, Kham Fu, em 1328, o reino alcançou a estabilidade que teve durante a vida de seu fundador.